# Belenois raffrayi
Belenois raffrayi é uma borboleta da família Pieridae.  Pode ser encontrada na Etiópia, Sudão, Uganda, Quénia, Ruanda, Burúndi, República Democrática do Congo e Tanzânia. O seu habitat natural é constituído por florestas de montanha e prados abertos.
As larvas alimentam-se das espécies Capparis e Rhus. .

## Sub-espécies
- B. r. raffrayi (sul da Etiópia, sul do Sudão)
- B. r. extendens (Joicey & Talbot, 1927) (Uganda, Quénia ocidental, Ruanda, Burúndi, República Democrática do Congo, noroeste da Tanzânia)
- B. r. similis Kielland, 1978 (Tanzânia)